# Gymnura hirundo
Gymnura hirundo (лат.) — вид хрящевых рыб семейства гимнуровых отряда хвостоколообразных. Эти скаты обитают в субтропических водах центрально-восточной и центрально-западной части Атлантического океана. Ведут донный образ жизни. Грудные плавники скатов-бабочек образуют диск, ширина которого намного превосходит длину. Позади глаз расположены брызгальца. Максимальная ширина диска 45 см. Размножение происходит путём яйцеживорождения. Эмбрионы развиваются в утробе матери, питаясь желтком и гистотрофом.

## Таксономия
Впервые новый вид был описан в 1843 году как Pteroplatea hirundo. Голотип представляет собой особь с диском шириной 16,7 см. Видовое название происходит от слова лат. hirundo — «ласточка» и связан с формой диска скатов-бабочек. Таксономическая валидность вида нуждается в подтверждении.

## Ареал
Gymnura hirundo обитают в центрально-восточной и центрально-западной части Атлантического океана у берегов Мадейры и Бразилии.

## Описание
Грудные плавники скатов-бабочек сливаются, образуя ромбовидный диск, они вытянуты в виде широких «крыльев», превосходящих длину диска. Рыло короткое и широкое с притуплённым кончиком. Позади глаз имеются брызгальца. На вентральной стороне диска расположены довольно крупный изогнутый рот, ноздри и 5 пар жаберных щелей. Между ноздрями пролегает кожаный лоскут. Зубы мелкие, узкие и заострённые. Брюшные плавники маленькие и закруглённые.

## Биология
Подобно прочим хвостоколообразным скаты-бабочки размножаются яйцеживорождением. Эмбрионы развиваются в утробе матери, питаясь желтком и гистотрофом.

## Взаимодействие с человеком
Международный союз охраны природы ещё не оценил статус сохранности данного вида.